# Salinibacter
Salinibacter — рід галофільних грам-негативних бактерій родини Rhodothermaceae. Включає єдиний описаний вид Salinibacter ruber та низку неописаних штамів: Salinibacter sp. 2Mb2, Salinibacter sp. 2Mm3, Salinibacter sp. 5Sm6, Salinibacter sp. 7Mb1, Salinibacter sp. I.C15, Salinibacter sp. CH-10^6, Salinibacter sp. KA.

## Опис
Це бактерія паличкоподібної форми, оранжево-червоного забарвлення. Живуть у водоймах з вмістом солі 20-30 %. Не виживають при соленості менше 15 %. Оптимальна температура для розмноження — 35-40 °С. Salinibacter близько споріднений з родом Rhodothermus, який не є галофільним, але термофільним.